# Öffentlicher Nahverkehr in San Francisco

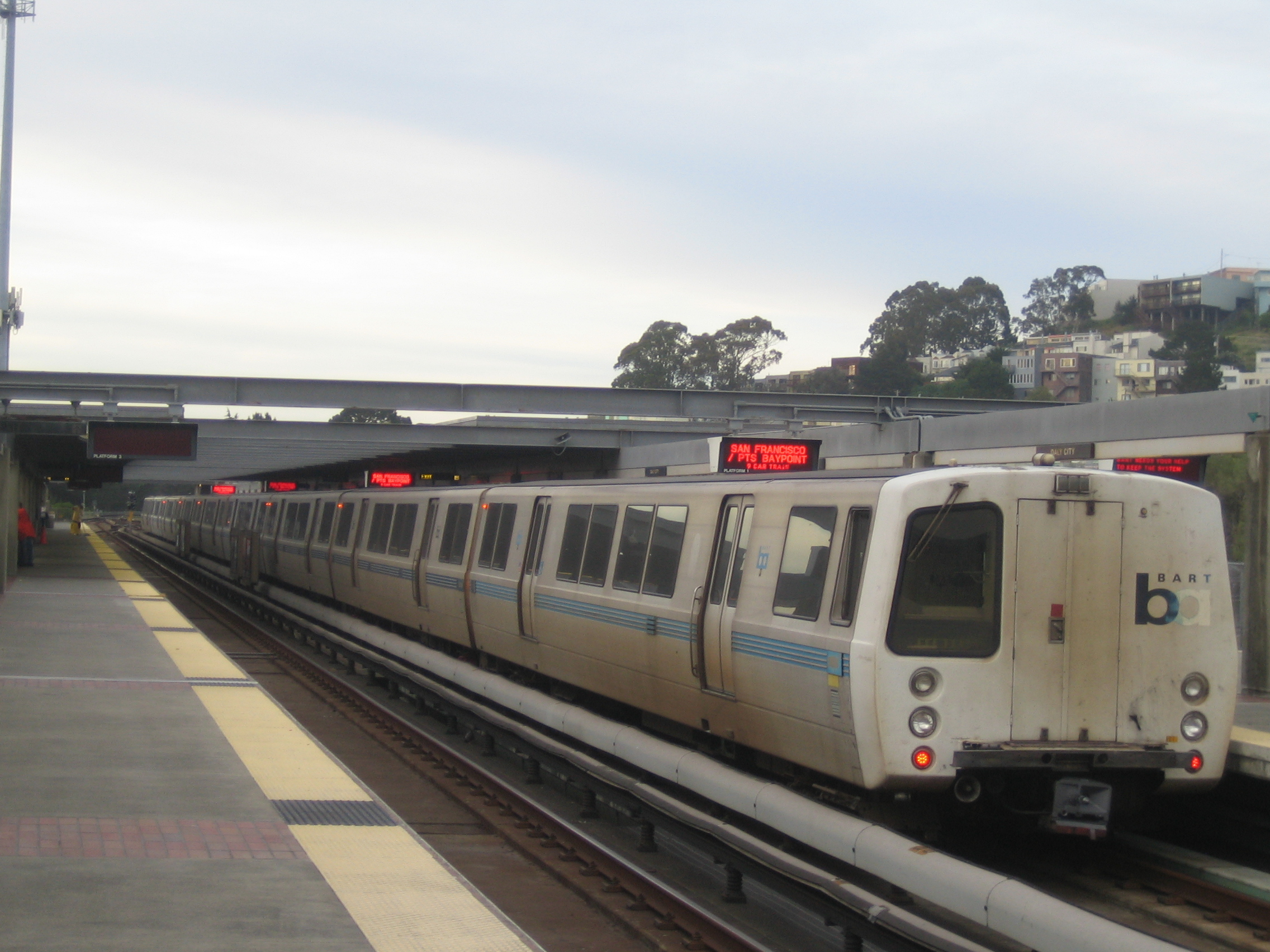
Ein BART-Zug im öffentlichen Nahverkehr

Der öffentliche Nahverkehr in San Francisco wird im Wesentlichen vom Bay Area Rapid Transit District und der San Francisco Municipal Railway („Muni“) betrieben, wobei Muni neben der Muni Metro auch die berühmten Cable Cars und diverse Diesel- und Oberleitungsbus-Linien betreibt.

## BART

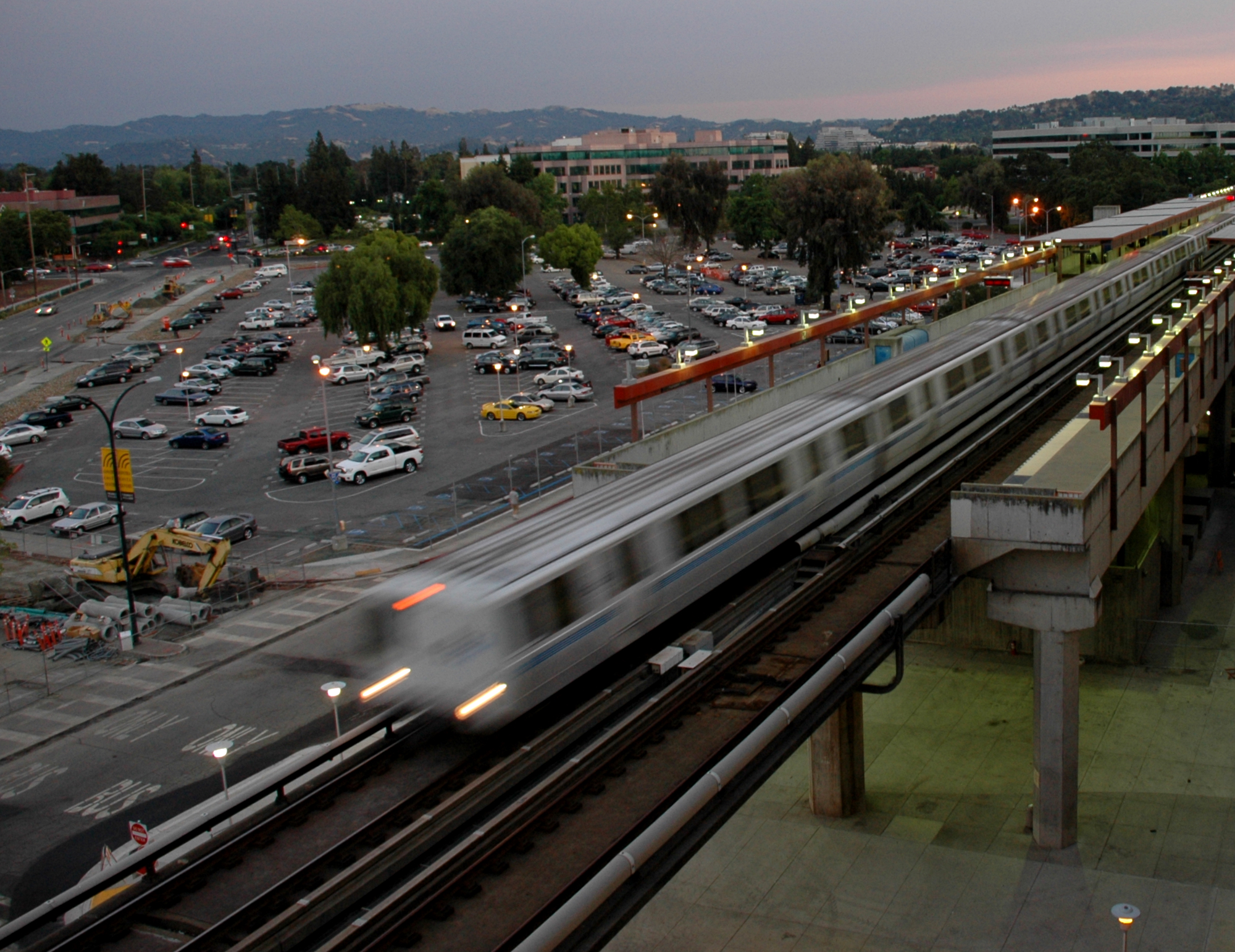
BART-Zug verlässt die Station Pleasant Hill in Richtung Pittsburg

BART (Abk. für „Bay Area Rapid Transit“) ist ein teilweise S-Bahn-ähnliches Nahverkehrssystem, das die größten Orte in der Bucht von San Francisco in Kalifornien miteinander verbindet. Der erste Streckenabschnitt zwischen Oakland und Fremont wurde 1972 eröffnet. Heute werden täglich über 360.000 Passagiere befördert. Das System hat eine Spurweite von 1676 mm (indische Breitspur) und wird mit 1000 Volt Gleichspannung betrieben. Die Energiezufuhr erfolgt über eine seitliche Stromschiene. Durch die Höchstgeschwindigkeit von 128 km/h und die großen Stationsabstände erreicht BART eine Durchschnittsgeschwindigkeit von 53 km/h. Das Netz ist, bedenkt man die in den Vereinigten Staaten nicht überall hohe Zugdichte, großzügig ausgebaut, erkennbar an der Zweigleisigkeit aller Strecken, der geschwindigkeitsgünstigen Trassierung und den umfangreichen Gleisanlagen.

## San Francisco Municipal Railway

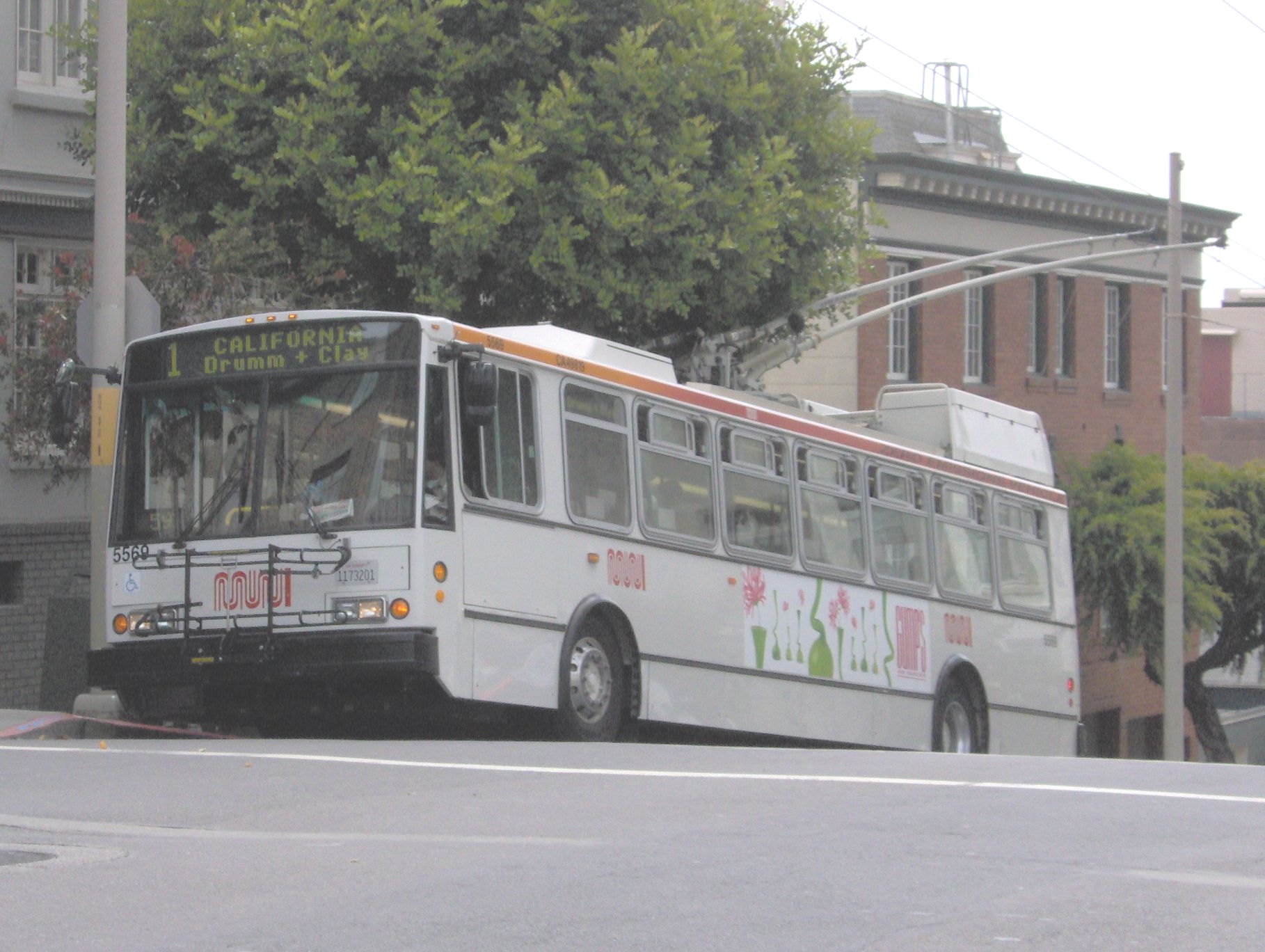
Ein Oberleitungsbus auf der Linie 1

Die San Francisco Municipal Railway (Muni) betreibt Oberleitungsbusse, Omnibusse, Stadtbahnen, Straßenbahnen und die Cable Cars.
Neben dem BART ist die Muni Metro das zweite Schienenverkehrsmittel, das in der Innenstadt teilweise unterirdisch fährt. Die Linien J, K, L, M, N und T fahren durch den Tunnel in der Market Street parallel zur BART-Strecke und haben dort dieselben Stationen. Im weiteren Verlauf verzweigen sich die Strecken insbesondere auf der westlichen Seite des Tunnels. Die Linien N und T verlaufen am Ufer der Bucht von San Francisco und bedienen auch die Endstation des Caltrain.
Die Benutzung der Muni ist für Personen bis zu 18 Jahren generell kostenlos.

### Straßenbahn
Straßenbahn (Streetcars):
- F Market & Wharves

Die Straßenbahnlinie F fährt als Touristenlinie mit historischen Fahrzeugen oberirdisch in der Market Street und entlang dem Embarcadero (der Küstenstraße).
Cable Cars:
Die San Francisco Cable Cars sind Straßenbahnen, deren Wagen durch Einklinken in ein Seil angetrieben werden. Die drei Linien gehören zu den bekanntesten Sehenswürdigkeiten San Franciscos und stehen unter Denkmalschutz.

## Caltrain

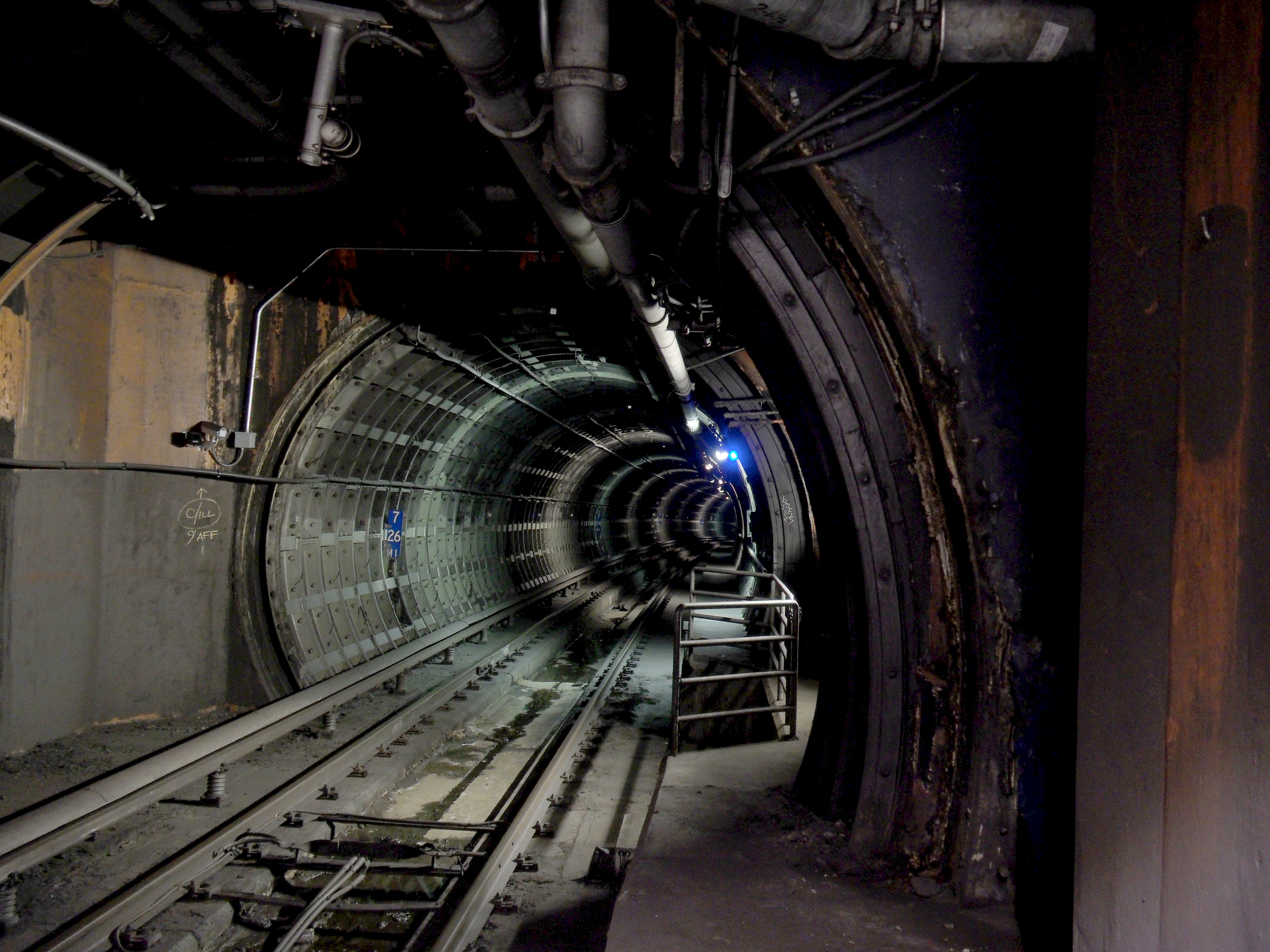
Ein Tunnel der Transbay Tube

Der Caltrain ist ein Vorortzug von San Francisco in Richtung Süden durch das Silicon Valley. Die Strecke führt über Millbrae und Palo Alto nach San José im Santa Clara County. Montags bis freitags im Berufsverkehr fahren einige Züge weiter bis Gilroy. Der Zug fährt werktags tagsüber im 60-Minuten-Takt und wird in der Hauptverkehrszeit durch Expresszüge verstärkt, wodurch zu dieser Zeit fünf Züge pro Stunde verkehren. Am Wochenende fahren ebenfalls stündlich Züge, ergänzt durch zwei Expresszüge pro Richtung. Eingesetzt werden diesellokbespannte Doppelstockzüge. An der Station Millbrae in der Nähe des internationalen Flughafens von San Francisco gibt es die Umsteigemöglichkeit zum BART-System.

## Regionalbusverkehr
Neben dem Caltrain bedienen mehrere Busgesellschaften San Francisco im Regionalverkehr. Sie betreiben Linien ins Umland der Stadt und dienen unter anderem dem umfangreichen Pendlerverkehr. Golden Gate Transit befährt Linien von der Innenstadt San Franciscos über die Golden Gate Bridge vor allem ins nördlich benachbarte Marin County, sowie bis ins Sonoma County. Eine Linie (93) verkehrt vollständig innerhalb der Stadtgrenzen von San Francisco. Fast alle Linien fahren nur im Berufsverkehr und zwar morgens in Richtung San Francisco und nachmittags aus der Stadt ins Umland.
SamTrans bedient hauptsächlich das südlich an die Stadt grenzende San Mateo County, hat aber auch einige Buslinien in die Innenstadt von San Francisco. Diese enden am Transbay Terminal. Dort enden auch sämtliche Buslinien, die über die Bay Bridge in die Städte an der Ostseite der Bucht fahren. Sie werden von AC Transit betrieben. Viele der Transbay-Buslinien gehen auf Überlandstraßenbahnlinien zurück.